# Día del Sello Postal
El Día del Sello Postal se celebró por primera vez en el año 1935 (diciembre) en Austria y está dedicado a resaltar la importancia de los sellos en el servicio postal por las oficinas de correos de todo el mundo y en las exhibiciones para el público, etc. En Alemania el Día del Sello Postal se celebró por primera vez el 7 de enero de 1936, el aniversario de Heinrich von Stephan. 
En 1937 la Federación Internacional de Filatelia (en francés: Fédération internationale de philatélie, FIP) anunció el 7 de enero como Día Mundial del Sello Postal. Sin embargo, desde 1938 los miembros de la FIP pueden crear su propia fecha límite para la celebración del Día del Sello.

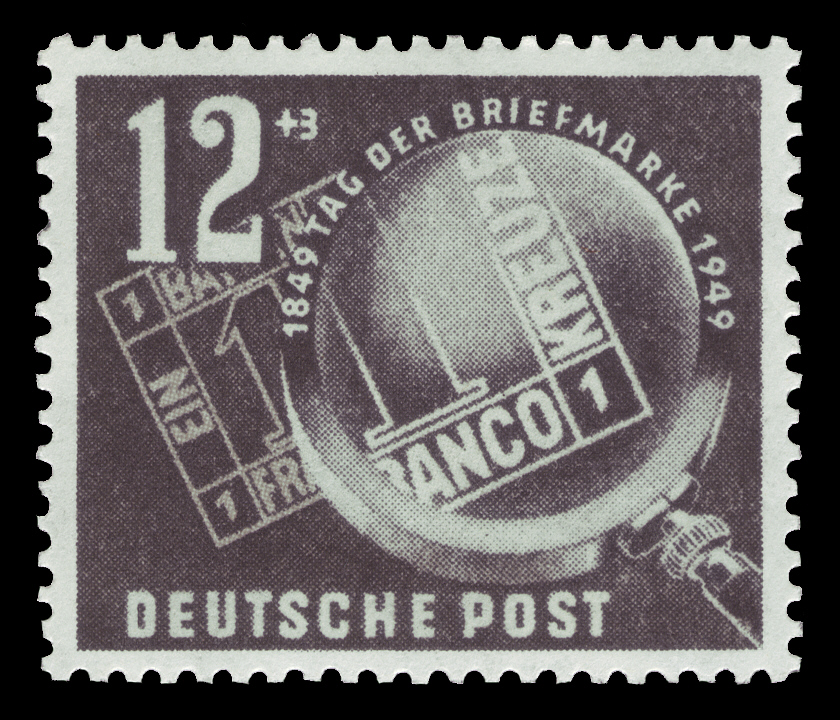
Schwarzer Einser. Día del Sello Postal. RDA, 1949, diseño Gravenhorst
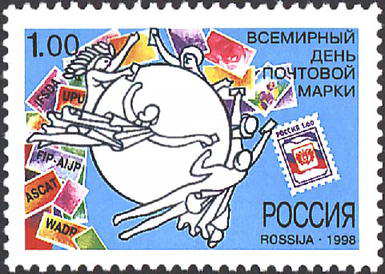
Día del Sello Postal. Rusia, 1998